# Бродски-квартет
Квартет имени Бродского (англ. Brodsky Quartet) — британский струнный квартет, существующий с 1972 г.
Квартет был сформирован братом и сестрой Томасами и двумя их школьными друзьями в городе Мидлсбро. Затем, уже в бытность Томасов и второй скрипки Йена Белтона студентами Манчестерского Королевского колледжа музыки, квартет был назван в честь русского скрипача Адольфа Бродского, некогда на протяжении трёх десятилетий преподававшего в этом учебном заведении. Уже в колледже квартет приобрёл стабильный состав после присоединения к нему альтиста Пола Кассиди, впоследствии женившегося на виолончелистке Жаклин Томас. Участники квартета прошли ряд мастер-классов (в том числе под руководством Амадеус-квартета) и стали лауреатами конкурсов ансамблистов в Портсмуте (1979) и Эвиане (1980 и 1981).
Первый сольный концерт в Лондоне Квартет имени Бродского дал в 1982 г. В 1985 г. квартет стал первым музыкальным коллективом in residence в Кембриджском университете. В 1991 г. Квартет имени Бродского впервые выступил на сцене Карнеги-холла. В 1998 г. удостоен награды Королевского филармонического общества за вклад в мировую музыку. К 2008 г., как утверждается, квартет дал около 2000 концертов.
В стандартном репертуаре, исполняемом квартетом, критики выделяют произведения Людвига ван Бетховена, называя прочтение Квартета имени Бродского «хорошо продуманным и глубоко прочувствованным». Заметны также выполненные квартетом записи сочинений Гайдна, Шуберта, Чайковского, Яначека, Шостаковича (квартет записал все его струнные квартеты), Бриттена. Квартет имени Бродского сотрудничает с такими новейшими композиторами, как Витольд Лютославский, Джон Тавенер, Питер Скалторп. Ряд современных композиторов из разных стран, в числе которых и Дмитрий Смирнов, был привлечён квартетом к масштабному проекту — сочинению парафразов-оммажей в честь 200-летия бетховенских квартетов Op. 18. Среди камерных музыкантов, выступавших в ансамбле с квартетом, — Анна Софи фон Оттер, записавшая вместе с ним квартетную редакцию «Заката» Отторино Респиги.
Известно также сотрудничество Квартета имени Бродского с рок- и поп-исполнителями — прежде всего, с Элвисом Костелло, записавшим вместе с квартетом альбом «Письма Джульетты» (англ. The Juliet Letters; 1993) и продолжающим время от времени выступать и записываться вместе с коллективом. Музыканты Квартета имени Бродского также исполнили композицию 'Strings' на бокс-сете Бьорк «Family Tree», выступали вместе с Дэйвом Брубеком, Полом Маккартни и др. Музыканты квартета включили некоторые из этих своих работ в альбом избранного «Best of Brodsky Quartet», хотя некоторые критики и оценили плоды взаимодействия Квартета имени Бродского с представителями иных музыкальных жанров как не лучшую часть их наследия. Тем не менее шаги навстречу поп-культуре — принципиальная позиция для музыкантов: по словам многолетнего лидера квартета Майкла Томаса, «мы очень серьёзно относимся к артистической и музыкальной стороне своей работы, но мы всегда думаем о том, чтобы сделать её более доступной».

## Состав
Первая скрипка:
- Майкл Томас (1972—1999)
- Эндрю Хэверон (1999—2007)
- Дэниел Роуленд (с 2007 г.)

Вторая скрипка:
- Йен Белтон

Альт:
- Алекс Робертсон
- Пол Кассиди

Виолончель:
- Жаклин Томас